# Coachella (festival)
Het Coachella Valley Music and Arts Festival (beter bekend als Coachella of Coachella Festival) is een zesdaags muziekfestival dat wordt gehouden in Indio in Californië.
Op het festival zijn de meest uiteenlopende muziekstijlen te beluisteren. Er zijn diverse podia: Coachella Stage, Yuma Stage, Outdoor Theatre, Gobi Tent, Mojave Tent, en de Sahara Tent. Coachella wordt gehouden in de Coloradowoestijn, daardoor is de temperatuur overdag zo'n 38°C. Het decor is hier ook op aangepast.

## Geschiedenis
Het festival werd op 9 en 10 oktober 1999  voor het eerst georganiseerd en in 2001 een tweede maal. Nadien volgden jaarlijkse edities. Vanaf de elfde editie in 2012 vond het festival gedurende twee opeenvolgende weekenden plaats op de inmiddels vaste data van het tweede en derde weekend van april. Voor de twee weekenden, telkens van drie dagen, worden aparte tickets verkocht, en de optredens worden allemaal in elk van de twee weekenden herhaald. Met jaarlijks meer dan 200.000 bezoekers behoort het tot de grotere festivals.
In april 2012 was op het muziekfestival een bewegend en rappend hologram te zien van de in 1996 vermoorde rapper Tupac Shakur.
In 2014 passeerden over de twee weekenden 579.000 bezoekers de toegangspoort.
In 2019 vierde Coachella zijn 20ste verjaardag.
In 2020 en 2021 werd het festival geannuleerd vanwege de coronapandemie.

## Performers
Een overzicht van de hoofdacts van de voorbije jaren:
| Dag  | Headliner                                                     | Andere hoofdacts |
| ---- | ------------------------------------------------------------- | --- |
| 2013 | Blur, Phoenix, Red Hot Chilli Peppers                         | Yeah Yeah Yeahs, Modest Mouse, The Stone Roses, Of Monsters and Men, The Postal Service, The xx, Franz Ferdinand, Violent Femmes, Major Lazer, Tame Impala, Vampire Weekend, Nick Cave & the Bad Seeds          |
| 2014 | OutKast, Muse, Arcade Fire                                    | Haim, Broken Bells, The Replacements, Ellie Goulding, Lorde, Queens of the Stone Age, MGMT, Pharrell Williams, Beck, Lana Del Rey, Calvin Harris, Neutral Milk Hotel, Martin Garrix                             |
| 2015 | AC/DC, Jack White, Drake                                      | Tame Impala, Interpol, Alesso, Alabama Shakes, The Weeknd, Hozier, Florence and the Machine, Kaskade, David Guetta, St. Vincent, Alt-J                                                                          |
| 2016 | LCD Soundsystem, Guns N' Roses, Calvin Harris                 | Foals, M83, Ellie Goulding, Years & Years, Ice Cube, Disclosure, Run The Jewels, James Bay, Halsey, Sia, Major Lazer, The 1975, Beach House                                                                     |
| 2017 | Radiohead, Lady Gaga, Kendrick Lamar                          | The xx, King Gizzard & The Lizard Wizard, Glass Animals, Father John Misty, Bon Iver, Two Door Cinema Club, Bastille, Lorde, Tove Lo,...                                                                        |
| 2018 | The Weeknd, Beyoncé, Eminem                                   | SZA, Kygo, The War on Drugs, Greta Van Fleet, Vince Staples, Cardi B, Portugal. The Man, Migos, Alt-J, Soulwax, Vance Joy, ...                                                                                  |
| 2019 | Childish Gambino, Ariana Grande, Tame Impala                  | Janelle Monáe, The 1975, Kacey Musgraves, J Balvin, Bad Bunny, Zedd, Khalid, Billie Eilish, Christine and the Queens, DJ Snake, ...                                                                             |
| 2020 | Geen editie door Coronapandemie                               | |
| 2021 | Geen editie door Coronapandemie                               | |
| 2022 | Harry Styles, Billie Eilish, Swedish House Mafia x The Weeknd | Anitta, Arcade Fire, Danny Elfman, MIKA, Megan Thee Stallion, Flume, Doja Cat, Phoebe Bridgers, Stromae, Måneskin, King Gizzard & The Lizard Wizard, Brockhampton, Carly Rae Jepsen, Disclosure, Arooj Aftab... |
| 2023 | Bad Bunny, Blackpink, Frank Ocean, Blink-182                  | Rosalía, Charli XCX, Burna Boy, Gorillaz, Becky G, Calvin Harris, Yungblud, 2manydjs, Angèle, Labrinth, Fred Again, Metro Boomin,...                                                                            |
| 2024 | Lana Del Rey, Tyler, the Creator, Doja Cat                    | No Doubt, Reinier Zonneveld, Ice Spice, Lil Uzi Vert, Blur, Purple Disco Machine, Charlotte de Witte, Jhené Aiko, DJ Snake, Bebe Rexha, Kölsch, Peggy Gou, Deftones, Ateez, Jungle, Jon Batiste,...             |
| 2025 | Lady Gaga, Green Day, Post Malone, Travis Scott               | Missy Elliott, Benson Boone, Tyla, Charli XCX, The Misfits, Anitta, Sam Fender, Amelie Lens, Megan Thee Stallion, Zedd, Kraftwerk, Chase & Status, ...                                                          |